# Kodeks 075
Kodeks 075 (Gregory-Aland no. 075),  Οπ3 (von Soden) – grecki kodeks uncjalny Nowego Testamentu, paleograficznie datowany na X wiek. Dawniej przechowywany był w Greckiej Bibliotece Narodowej (Gr. 100, fol. 46-378) w Atenach.

## Opis
Rękopis zawiera tekst Listów Pawła, wraz z komentarzem, na pergaminowych 333 kartach (27  na 19 cm), z pewnymi lukami. Tekst pisany jest jedną kolumną na stronę, 31 linijek w kolumnie. Tekst pisany jest semi-uncjałą i w przeszłości bywał klasyfikowany jako minuskuł 382 (na liście Gregory'ego).
Utracone zostały teksty Listu do Rzymian, 1 Koryntian 1,1-15,28; Hebrajczyków 11,38-13,25. Niektóre teksty uzupełnione zostały przez późniejszą minuskułową rękę w XIII wieku (karty 61-65, 366-369).
Grecki tekst kodeksu przekazuje tekst mieszany. Dominującym jest element tekstu bizantyjskiego, element aleksandryjski jest często reprezentowany. Kurt Aland zaklasyfikował go do kategorii III.
W 1 Koryntian 15,52 przekazuje wariant εγερθησονται (jak {\displaystyle {\mathfrak {P}}^{46}}, Sinaiticus, Vaticanus, C, Ψ, 088, 0121a, 0243, Byz); inne rękopisy mają αναστησονται (jak A, D, F, G, P).
Skryba miał na imię Sabbas. Rękopis w przeszłości przechowywany był w Kosinitza.
Został wprowadzony do aparatu krytycznego 27 wydania Novum Testamentum Graece Nestle-Alanda.